# Carraspic comú
El carraspic o carraspic comú, Iberis saxatilis, és una planta de l'ordre de les Brassicals.

## Particularitats
Planta de 5 à 10 cm de fulla perenne i flors asimètriques. És molt similar al carraspic sempreverd (Iberis sempervirens) però creix en mates més petites i compactes.
Es troba normalment entre roques i en esquerdes de penya-segats i avencs als Alps i als Pirineus.